# Davidioides martini
Davidioides martini är en trollsländeart som beskrevs av Fraser 1924. Davidioides martini ingår i släktet Davidioides och familjen flodtrollsländor. IUCN kategoriserar arten globalt som otillräckligt studerad. Inga underarter finns listade i Catalogue of Life.